# Marie Prouvensier
Marie Prouvensier (* 9. Februar 1994 in Dijon, Frankreich) ist eine französische Handballspielerin, die dem Kader der französischen Nationalmannschaft angehört.

## Karriere

### Im Verein
Marie Prouvensier begann das Handballspielen im Alter von fünf Jahren in ihrer Geburtsstadt bei Cercle Dijon Bourgogne. In der Saison 2010/11 erhielt die Außenspielerin erstmals Spielanteile in der  Damenmannschaft, die in der höchsten französischen Spielklasse antrat. Nachdem Prouvensier 2013 mit Cercle Dijon in die zweithöchste Spielklasse abgestiegen war, gelang ihr in der darauffolgenden Spielzeit der sofortige Wiederaufstieg.
Prouvensier wechselte im Sommer 2016 zum Ligakonkurrenten Brest Bretagne Handball. Mit Brest gewann sie 2018 den französischen Pokal. Im Finale gegen Toulon Saint-Cyr Var Handball erzielte sie vier Treffer. Ab dem Sommer 2019 lief sie für OGC Nice Côte d’Azur Handball auf. Seit der Saison 2023/24 steht sie beim französischen Erstligisten Paris 92 unter Vertrag.

### In der Nationalmannschaft
Prouvensier lief anfangs für die französische Jugend- sowie für die Juniorinnennationalmannschaft auf. Mit diesen Auswahlmannschaften nahm sie an der U-17-Europameisterschaft 2011, an der U-18-Weltmeisterschaft 2012, an der U-19-Europameisterschaft 2013 und an der U-20-Weltmeisterschaft 2014 teil.
Prouvensier bestritt am 27. November 2014 gegen Serbien ihr Debüt für die französische Nationalmannschaft. Kurz darauf nahm sie mit Frankreich an der Europameisterschaft 2014 teil. Ein Jahr später folgte mit der Weltmeisterschaft ihre zweite Turnierteilnahme. Bei den Olympischen Spielen 2016 in Rio de Janeiro gewann sie die Silbermedaille.